# Bischofsheim (Mainspitze)
Bischofsheim ist eine Gemeinde in Deutschland, gehört zum Kreis Groß-Gerau in Hessen und hat 12.979 Einwohner (Stand: 31. Dezember 2024). Von 1930 bis 1945 war Bischofsheim einer der rechtsrheinischen Stadtteile der heutigen rheinland-pfälzischen Landeshauptstadt Mainz.

## Geographie

### Geographische Lage
Bischofsheim liegt im sogenannten Mainspitzdreieck, dem Gebiet südlich der Mainmündung zwischen Main und Rhein.

### Gemeindegliederung
Die Gemeinde Bischofsheim ist nicht in Ortsteile gegliedert. Allerdings besitzt Bischofsheim mit „An den Sportstätten“ und der „Dr.-Hans-Böckler-Siedlung“ zwei vom Ortskern Bischofsheims durch Schienennetz und Bundesstraße 43 bzw. die Bundesautobahn 60 getrennte Teile.
Bischofsheim ist mit dem Bahnhof Mainz-Bischofsheim ein Eisenbahnknotenpunkt mit Rangierbahnhof. Der Bahnhofsname geht zurück auf die frühere politische Zugehörigkeit des Ortes zur Stadt Mainz. Weiterhin ist die Gemeinde über die Autobahnen 60 und 671 direkt erreichbar.

### Nachbargemeinden
Bischofsheim ist im Norden durch den Main von der Stadt Hochheim am Main (Main-Taunus-Kreis) getrennt, im Osten grenzt es an die Stadt Rüsselsheim am Main sowie im Süden und Westen an die Stadt Ginsheim-Gustavsburg.

## Geschichte

### Ortsgeschichte
Der Ortsname geht nicht auf einen Bischof, sondern auf die Lage an einer Mainbiegung zurück (bieschen = biegen).
Die erste Erwähnung in historischen Dokumenten findet Bischofsheim im Jahr 1200 als Bissescheim circa Menum. In den weiteren Jahrhunderten findet es dann unter wechselnden Ortsnamen Erwähnung. So als Biscovesheim (1211), Bischophisheim (1268), Bisschabesheim (1319), Bischoffesheim (1394), Biffesheim (1529) und Mainbischoffsheimb (1659). In den Unterlagen finden sich die folgenden Einträge über die Besitzverhältnisse:
1278 verkauften die Brüder Philipp und Johann von Hohenfels ihre sämtlichen Güter in Bischofsheim, die sie von den Grafen von Rieneck zu Lehen tragen, an das Domkapitel zu Mainz;
1288 vermachte Heinrich, Vikar der Kirche in Oestrich, seine Güter in Bischofsheim dem Mainzer Domkapitel;
1298 bekamen das Agnesenkloster zu Mainz und der Mariengredenstift in Mainz Güter in Bischofsheim geschenkt.
1579 ging der dem Erzbischof von Mainz gehörige Hof in das Eigentum des Landgrafen Georg I. von Hessen-Darmstadt über.
Georg I. von Hessen war der erste Landgraf von Hessen-Darmstadt und erbte von seinem Vater Philipp I. von Hessen die Ämter Rüsselsheim, Dornberg, Darmstadt, Lichtenberg, Reinheim, Zwingenberg.
Bis 1820 gehörte Bischofsheim zum Amt Rüsselsheim, ab 1821 zum Landratsbezirk Dornberg der Provinz Starkenburg des Großherzogtums Hessen (Hessen-Darmstadt), das 1806 aus der Landgrafschaft Hessen-Darmstadt nach deren Beitritt zum napoleonischen Rheinbund hervorging.
Die Statistisch-topographisch-historische Beschreibung des Großherzogthums Hessen berichtet 1829 über Bischofsheim:

„Bischofsheim (L. Bez. Dornberg) luth. Pfarrdorf; 3 1⁄4 St. von Dornberg, 3⁄4 St. vom Rhein und 1⁄4 St. vom Main gelegen, hat 92 Häuser und 668 Einw., die bis auf 48 Juden lutherisch sind. – Den Ort hatten die Herrn von Falkenstein wahrscheinlich von den Herrn von Münzenberg bekommen, und nach der Ersteren Ausgang kam er theils an Mainz, theils an die Herrn von Eppenstein. Den letztern Antheil erhielt 1478 Philipp, Graf von Katzenellenbogen, von Gottfried von Eppenstein durch Kauf, und auf die andere Hälfte, nebst dem Hofe entsagte Mainz, 1579, gegen eine Summe Geldes, allen Ansprüchen. Die Kirche gehörte dem St. Bartholomäusstift zu Frankfurt.“

Bischofsheim gilt gemeinhin als „Eisenbahnergemeinde“. Nach 1865 nahm der Ort durch den Ausbau der hessischen Ludwigsbahn von Darmstadt in das damals zu Hessen-Darmstadt gehörende Mainz einen ungeheuren Aufschwung. Viele Arbeiter, die die Ludwigsbahn bauten, ließen sich mit ihren Familien in Bischofsheim nieder. Von der Wende des 19. zum 20. Jahrhundert bis in die 1960er Jahre entwickelte sich der Bahnhof Mainz-Bischofsheim außerdem zu einem der größten Güterbahnhöfe Südwestdeutschlands. Diesen Status hat der Bahnhof seit den 1970er Jahren aber wieder eingebüßt.
Bischofsheim war von 1930 bis 1945 ein Stadtteil von Mainz. Nach der Eingemeindung durch die Stadt Mainz zum 1. Januar 1930 war zunächst der bisherige Bürgermeister Georg Fischer Ortsvorsteher, der nach der nationalsozialistischen Machtübernahme 1933 von dem Parteigenossen Fritz Eitel abgelöst wurde, dem auch die benachbarten Stadtteile Ginsheim und Gustavsburg zugeordnet wurden. In dieser Amtszeit begann die Diskriminierung und Drangsalierung der jüdischen Mitbürger, die mit der Pogromnacht vom 9./10. November 1938 ihren Höhepunkt erreichte. Die in Bischofsheim verbliebene jüdische Bevölkerung wurde weitgehend Opfer des Holocaust. Während des Zweiten Weltkrieges wurde der Ort schwer in Mitleidenschaft gezogen. Ab dem 9. September 1942 wurde Bischofsheim des Öfteren wegen seiner Bedeutung als Verkehrsknotenpunkt von britischen und US-amerikanischen Flugzeugstaffeln bombardiert. Der Ort und der Verschiebebahnhof Mainz-Bischofsheim wurden zur Hälfte zerstört. Am 13. Januar 1945 kamen durch einen Bombenangriff der Alliierten 119 Bischofsheimer Bürger, 14 Zwangsarbeiter und 3 in Bischofsheim stationierte Soldaten ums Leben. Nach dem Krieg legten die französischen und US-amerikanischen Besatzungsmächte den Rhein als Grenze ihrer Besatzungszonen fest. Damit kam das Mainzer Stadtgebiet in der französischen Zone an das 1946 neu gegründete Land Rheinland-Pfalz, die rechtsrheinischen Mainzer Stadtteile in der US-amerikanischen Zone an das bereits vorher neu formierte Groß-Hessen (heutiges Land Hessen). Während die drei Stadtteile nördlich des Mains (Mainz-Amöneburg, Mainz-Kastel, Mainz-Kostheim) der Stadt Wiesbaden zugeteilt wurden, wurden Bischofsheim und das benachbarte Ginsheim-Gustavsburg wieder eigenständige Gemeinden im Kreis Groß-Gerau. Die Rechtslage der Rückgliederung von Bischofsheim, Ginsheim und Gustavsburg sowie AKK an die Stadt Mainz ist immer wieder in der Diskussion. Während noch der Mainzer Oberbürgermeister Franz Stein die Forderung nach der Rückgliederung aller fünf Mainzer Vororte 1969 gestellt hatte, wurde dies durch seinen Nachfolger Jockel Fuchs (SPD) Mitte der 1980er Jahre auf die AKK-Vororte begrenzt, die treuhänderisch von der Stadt Wiesbaden verwaltet werden. Eine Ländergrenzordnung im Zusammenhang mit einer Föderalismusreform ist vom Willen der politischen Entscheidungsträger abhängig, um u. U. neue Eingemeindungsverträge für eine Wiedervereinigung der Stadt Mainz zu realisieren.

### Verwaltungsgeschichte im Überblick
Die folgende Liste zeigt die Staaten und Verwaltungseinheiten, denen Bischofsheim angehört(e):
- vor 1479: Heiliges Römisches Reich, je zur Hälfte: Grafschaft Katzenelnbogen, Obergrafschaft Katzenelnbogen, Amt Dornberg und Kurmainz
- ab 1479: Heiliges Römisches Reich, je zur Hälfte: Landgrafschaft Hessen (durch Erbfall), Obergrafschaft Katzenelnbogen, Amt Rüsselsheim und Kurmainz
- ab 1567: Heiliges Römisches Reich, je zur Hälfte: Landgrafschaft Hessen-Darmstadt, Obergrafschaft Katzenelnbogen, Amt Rüsselsheim und Kurmainz
- ab 1579: Heiliges Römisches Reich, Landgrafschaft Hessen-Darmstadt (durch Kauf), Obergrafschaft Katzenelnbogen, Amt Rüsselsheim
- ab 1803: Heiliges Römisches Reich, Landgrafschaft Hessen-Darmstadt, Fürstentum Starkenburg, Amt Rüsselsheim
- ab 1806: Großherzogtum Hessen,[Anm. 2] Fürstentum Starkenburg, Amt Rüsselsheim[7]
- ab 1815: Großherzogtum Hessen[Anm. 3], Provinz Starkenburg, Amt Rüsselsheim
- ab 1821: Großherzogtum Hessen, Provinz Starkenburg, Landratsbezirk Dornberg[Anm. 4]
- ab 1832: Großherzogtum Hessen, Provinz Starkenburg, Kreis Groß-Gerau
- ab 1848: Großherzogtum Hessen, Regierungsbezirk Darmstadt
- ab 1852: Großherzogtum Hessen, Provinz Starkenburg, Kreis Groß-Gerau
- ab 1871: Deutsches Reich, Großherzogtum Hessen, Provinz Starkenburg, Kreis Groß-Gerau
- ab 1918: Deutsches Reich (Weimarer Republik), Volksstaat Hessen, Provinz Starkenburg, Kreis Groß-Gerau
- ab 1930: Deutsches Reich, Volksstaat Hessen, Provinz Rheinhessen, Stadt Mainz
- ab 1938: Deutsches Reich, Volksstaat Hessen, Stadt Mainz[8][Anm. 5]
- ab 1945: Amerikanische Besatzungszone,[Anm. 6] Groß-Hessen, Regierungsbezirk Darmstadt, Kreis Groß-Gerau
- ab 1946: Amerikanische Besatzungszone, Hessen, Regierungsbezirk Darmstadt, Kreis Groß-Gerau
- ab 1949: Bundesrepublik Deutschland, Hessen, Regierungsbezirk Darmstadt, Kreis Groß-Gerau

### Gerichtsbarkeit
Die zuständige Gerichtsbarkeit war während der Zugehörigkeit zu Hessen von 1821 bis 1879 das Landgericht Großgerau, ab 1879 das Amtsgericht Groß-Gerau. Während der Zugehörigkeit von Bischofsheim zu Mainz von 1931 bis 1945 war das Amtsgericht Mainz zuständig und mit der Rückführung von Bischofsheim in den Kreis Groß-Gerau wieder das Amtsgericht Groß-Gerau.

### Ausgliederungen
Am 1. Februar 1975 wurden Gebietsteile mit damals etwa 80 Einwohnern an die Nachbargemeinde Ginsheim-Gustavsburg abgetreten.

## Bevölkerung

### Einwohnerstruktur 2011
Nach den Erhebungen des Zensus 2011 lebten am Stichtag, dem 9. Mai 2011, in Bischofsheim 12552 Einwohner. Darunter waren 1804 (14,4 %) Ausländer, von denen 532 aus dem EU-Ausland, 1026 aus anderen europäischen Ländern und 246 aus anderen Staaten kamen. Von den deutschen Einwohnern hatten 17,4 % einen Migrationshintergrund. Die Einwohner lebten in 2185 Haushalten. Davon waren 619 Singlehaushalte, 570 Paare ohne Kinder und 724 Paare mit Kindern, sowie 229 Alleinerziehende und 43 Wohngemeinschaften.

### Einwohnerentwicklung
| • 1629: | 34 Hausgesesse             |
| • 1791: | 385 Einwohner              |
| • 1800: | 468 Einwohner              |
| • 1806: | 512 Einwohner, 80 Häuser   |
| • 1829: | 668 Einwohner, 92 Häuser   |
| • 1867: | 1203 Einwohner, 170 Häuser |

| Bischofsheim: Einwohnerzahlen von 1791 bis 2020 | Bischofsheim: Einwohnerzahlen von 1791 bis 2020 | Bischofsheim: Einwohnerzahlen von 1791 bis 2020 | Bischofsheim: Einwohnerzahlen von 1791 bis 2020 | Bischofsheim: Einwohnerzahlen von 1791 bis 2020 |
| --- | ----------------------------------------------- | ----------------------------------------------- | ----------------------------------------------- | ----------------------------------------------- |
| Jahr |                                                 |                                                 |                                                 | Einwohner                                       |
| 1791 | 1791                                            |                                                 | 385                                             | 385                                             |
| 1800 | 1800                                            |                                                 | 468                                             | 468                                             |
| 1806 | 1806                                            |                                                 | 512                                             | 512                                             |
| 1829 | 1829                                            |                                                 | 668                                             | 668                                             |
| 1834 | 1834                                            |                                                 | 745                                             | 745                                             |
| 1840 | 1840                                            |                                                 | 800                                             | 800                                             |
| 1846 | 1846                                            |                                                 | 888                                             | 888                                             |
| 1852 | 1852                                            |                                                 | 907                                             | 907                                             |
| 1858 | 1858                                            |                                                 | 969                                             | 969                                             |
| 1864 | 1864                                            |                                                 | 1.170                                           | 1.170                                           |
| 1871 | 1871                                            |                                                 | 1.403                                           | 1.403                                           |
| 1875 | 1875                                            |                                                 | 1.514                                           | 1.514                                           |
| 1885 | 1885                                            |                                                 | 1.854                                           | 1.854                                           |
| 1895 | 1895                                            |                                                 | 2.264                                           | 2.264                                           |
| 1905 | 1905                                            |                                                 | 3.670                                           | 3.670                                           |
| 1910 | 1910                                            |                                                 | 4.456                                           | 4.456                                           |
| 1925 | 1925                                            |                                                 | 5.438                                           | 5.438                                           |
| 1939 | 1939                                            |                                                 | 6.438                                           | 6.438                                           |
| 1946 | 1946                                            |                                                 | 7.035                                           | 7.035                                           |
| 1950 | 1950                                            |                                                 | 7.813                                           | 7.813                                           |
| 1956 | 1956                                            |                                                 | 8.677                                           | 8.677                                           |
| 1961 | 1961                                            |                                                 | 9.731                                           | 9.731                                           |
| 1967 | 1967                                            |                                                 | 10.255                                          | 10.255                                          |
| 1970 | 1970                                            |                                                 | 10.154                                          | 10.154                                          |
| 1972 | 1972                                            |                                                 | 10.984                                          | 10.984                                          |
| 1976 | 1976                                            |                                                 | 12.000                                          | 12.000                                          |
| 1984 | 1984                                            |                                                 | 11.940                                          | 11.940                                          |
| 1988 | 1988                                            |                                                 | 12.563                                          | 12.563                                          |
| 1992 | 1992                                            |                                                 | 12.895                                          | 12.895                                          |
| 2000 | 2000                                            |                                                 | 12.200                                          | 12.200                                          |
| 2005 | 2005                                            |                                                 | 12.279                                          | 12.279                                          |
| 2010 | 2010                                            |                                                 | 12.645                                          | 12.645                                          |
| 2011 | 2011                                            |                                                 | 12.552                                          | 12.552                                          |
| 2015 | 2015                                            |                                                 | 12.961                                          | 12.961                                          |
| 2020 | 2020                                            |                                                 | 13.075                                          | 13.075                                          |
| Datenquelle: Historisches Gemeindeverzeichnis für Hessen: Die Bevölkerung der Gemeinden 1834 bis 1967. Wiesbaden: Hessisches Statistisches Landesamt, 1968. Weitere Quellen: ; 1972:; 1976:; 1984:; 1988:; 1992:; 2000:; 2005:; 2010:; Zensus 2011; 2015, 2020: Statistische Berichte; |                                                 |                                                 |                                                 |                                                 |

### Historische Religionszugehörigkeit
| • 1829: | 620 lutheranische (= 92,81 %), 48 jüdische (= 7,19 %) Einwohner                                                                                      |
| • 1961: | 6467 evangelische (= 66,46 %), 2936 katholische (= 30,17 %) Einwohner                                                                                |
| • 2011: | 3990 evangelische (= 31,8 %), 3380 katholische (= 26,9 %), 170 orthodoxe (= 1,4 %), 550 andersgläubige (= 4,4 %), 4390 sonstige (= 35,0 %) Einwohner |

#### Erwerbstätigkeit
Die Gemeinde im Vergleich mit Landkreis, Regierungsbezirk Darmstadt und Hessen:
|                                                   | Jahr | Gemeinde | Landkreis | Regierungsbezirk | Hessen    |
| ------------------------------------------------- | ---- | -------- | --------- | ---------------- | --------- |
| Sozialversicherungspflichtig Beschäftigte         | 2017 | 2.089    | 98.042    | 1.695.567        | 2.524.156 |
| Veränderung zu                                    | 2000 | −5,6 %   | +5,4 %    | +16,1 %          | +16,0 %   |
| davon Vollzeit                                    | 2017 | 67,3 %   | 75,9 %    | 72,8 %           | 71,8 %    |
| davon Teilzeit                                    | 2017 | 32,7 %   | 24,1 %    | 27,2 %           | 28,2 %    |
| Ausschließlich geringfügig entlohnte Beschäftigte | 2017 | 502      | 13.048    | 224.267          | 372.991   |
| Veränderung zu                                    | 2000 | +26,1 %  | −9,6 %    | +9,0 %           | +8,8 %    |

| Branche                         | Jahr | Gemeinde | Landkreis | Regierungsbezirk | Hessen |
| ------------------------------- | ---- | -------- | --------- | ---------------- | ------ |
| Produzierendes Gewerbe          | 2000 | 27,0 %   | 43,8 %    | 27,0 %           | 30,6 % |
|                                 | 2017 | *) %     | 33,2 %    | 20,4 %           | 24,3 % |
| Handel, Gastgewerbe und Verkehr | 2000 | 48,6 %   | 27,6 %    | 26,4 %           | 25,1 % |
|                                 | 2017 | 48,3 %   | 27,9 %    | 24,7 %           | 23,8 % |
| Unternehmensdienstleistungen    | 2000 | 10,3 %   | 14,0 %    | 25,1 %           | 20,2 % |
|                                 | 2017 | 12,0 %   | 19,9 %    | 31,6 %           | 26,1 % |
| Sonstige Dienstleistungen       | 2000 | 12,3,9 % | 13,7 %    | 20,1 %           | 22,5 % |
|                                 | 2017 | 22,0 %   | 18,6 %    | 23,0 %           | 25,4 % |
| Sonstiges (bzw. ohne Zuordnung) | 2000 | 1,7 %    | 1,0 %     | 1,4 %            | 1,5 %  |
|                                 | 2017 | 17,7 %   | 0,5 %     | 0,3 %            | 0,4 %  |

*) anonymisiert

## Religion

### Christliche Gemeinden
Der erste Beleg für das Vorhandensein einer Kirche stammt aus dem Jahr 1211. 1267 ist dann eine ecclesia erwähnt und später eine Pfarrkirche. Als Kirchenpatron ist Ägidius erwähnt und 1267 schenkt der Propst von St. Viktor in Mainz das Patronat den Kanonikern seines Stifts. Die Pfarrkirche ist wahrscheinlich im Dreißigjährigen Krieg um 1635 abgebrannt. 1650 erhält die Gemeinde durch eine Schenkung ein neues Gestühl und 1680 wird der Chor neu erbaut. Im Jahr 1740 wurde ein Erweiterungsbau beschlossen, der durch das St. Viktorstift und die Gemeinde finanziert wurde. Die bis heute erhaltene Erweiterung zum Barockbau erfolgte 1747/48.
Bis Mitte des 19. Jahrhunderts war Bischofsheim ein rein evangelisches Dorf, erst 1902 wurde die kleine Josephskirche erbaut. Mit der zunehmenden Zahl von Katholiken wurde 1926 die heutige Christkönigkirche eingeweiht. Seit Einführung des Christkönigsfestes durch Papst Pius XI. im Jahre 1925 war dies in Deutschland das erste Gotteshaus, das Christus, dem König, geweiht wurde. Der Baumeister Professor Dominikus Böhm schuf mit der Bischofsheimer Christkönigskirche ein vielkritisiertes und zugleich beachtetes Werk im modernen sakralen Baustil. Heute zählt die Kirche zu den programmatischen Bauten der neueren deutschen Kirchenbaukunst. Nach dem Zweiten Weltkrieg wuchs die Zahl der Katholiken durch den Zuzug der Flüchtlinge und Vertriebenen aus dem Egerland besonders stark an (vergleiche Egerländer Gmoi).
In der kirchlichen Verwaltung bildet heute Bischofsheim zusammen mit den Gemeinden in Ginsheim und Gustavsburg die Katholische Pfarrgruppe Mainspitze im Bistum Mainz. Eine Fusion der Pfarrgruppe zu einer Großpfarrei mit den im Pastoralen Raum zusammengefassten Gemeinden in Amöneburg, Kastel und Kostheim befindet sich in der Vorbereitung. Für die evangelische Gemeinde ist das evangelische Dekanat Groß-Gerau-Rüsselsheim der Evangelischen Kirche in Hessen und Nassau zuständig.

### Jüdische Gemeinde Bischofsheim
In Bischofsheim bestand seit dem 18. Jahrhundert eine jüdische Gemeinde, die 1938/42 ausgelöscht wurde. 1770 werden drei jüdische Familien am Ort genannt. Offiziell gegründet wurde die jüdische Gemeinde 1826. Vorher waren die Juden in Bischofsheim Teil der Gemeinde in Rüsselsheim. Die in Bischofsheim verstorbenen jüdischen Personen wurden im Friedhof Groß-Gerau beigesetzt.
Die Bevölkerung wuchs im Laufe des 19. Jahrhunderts stark an. Gab es 1815 nur 6 jüdische Familien, so zählte die Gemeinde 1828 schon 48 jüdische Einwohner (7,2 % von insgesamt 668 Einwohnern), 1861 71 (6,5 % von insgesamt 1.088 Einwohnern), 1871 82, 1880 64 (3,8 % von 1.702), 1895 63, 1900 68 (2,3 % von 2.986), 1910 46 (1,0 % von 4.456). Der Rückgang ist auf die Abwanderung in die großen Städte der Umgebung nach der Reichseinigung 1871 zurückzuführen, wobei das seit 1866 preußische Frankfurt am Main der Hauptanziehungspunkt war.
Die jüdischen Familien lebten ursprünglich vom Viehhandel, landwirtschaftlichen Erzeugnissen und Waren. Seit der Gleichstellung in der zweiten Hälfte des 19. Jahrhunderts eröffneten sie auch Läden und Gewerbebetriebe.
Die jüdische Gemeinde besaß eine Synagoge (Frankfurter Straße 48), eine Schule (jeschiva) und ein rituelles Bad (mikwe) im Kellergeschoss der Synagoge. Gegenüber dem Gebäude befindet sich seit 1988 eine Gedenktafel. Ein Religionslehrer war zugleich als Vorbeter (Chasan) und Schächter (Schochet) tätig. Die Gemeinde gehörte zum orthodoxen Bezirksrabbinat Darmstadt II.
Nachdem die Synagoge im Novemberpogrom 1938 nur knapp der Zerstörung entging, wurde das Gebäude in der Folgezeit zu einem Wohnhaus mit Gastwirtschaft umgebaut.
Am Marienplatz befindet sich seit 1988 ein Mahn- und Gedenkstein an die jüdische Gemeinde.
Mit dem Holocaust erlosch das jüdische Leben in Bischofsheim vollständig.

### Islamische Religionsgemeinschaften
Mit dem Zuzug und der teilweisen Einbürgerung von Gastarbeitern hauptsächlich aus der Türkei entstand in Bischofsheim seit den 1970er Jahren auch eine türkisch-islamische Gemeinde. Dabei gehört ein Teil der Angehörigen moslemischen Glaubens vor allem aus Pakistan zur Ahmadiyya-Bewegung. Außerdem gehören einige Moslems nicht der sunnitischen Richtung an, sondern sind Aleviten, die teilweise kurdischer Abstammung sind. Während die Ahmadiyya-Anhänger ihr religiöses Zentrum in der Bait ul-Ghafur-Moschee in Gustavsburg besuchen, gibt es für die sunnitischen Moslems mehrere Moscheen in Rüsselsheim am Main. Die alevitische Gemeinde ist mit Ginsheim-Gustavsburg zusammengeschlossen.

## Politik

### Gemeindevertretung
Die Kommunalwahl am 14. März 2021 lieferte folgendes Ergebnis, in Vergleich gesetzt zu früheren Kommunalwahlen:
| Sitzverteilung in der Gemeindevertretung 2021Insgesamt 31 Sitze - SPD: 11 - GALB: 6 - CDU: 9 - BFW: 5 | Parteien und Wählergemeinschaften | Parteien und Wählergemeinschaften           | % 2021 | Sitze 2021 | % 2016 | Sitze 2016 | % 2011 | Sitze 2011 | % 2006 | Sitze 2006 | % 2001 | Sitze 2001 |
| Sitzverteilung in der Gemeindevertretung 2021Insgesamt 31 Sitze - SPD: 11 - GALB: 6 - CDU: 9 - BFW: 5 | SPD                               | Sozialdemokratische Partei Deutschlands     | 35,4   | 11         | 37,0   | 12         | 42,3   | 13         | 38,9   | 12         | 51,9   | 16         |
| Sitzverteilung in der Gemeindevertretung 2021Insgesamt 31 Sitze - SPD: 11 - GALB: 6 - CDU: 9 - BFW: 5 | CDU                               | Christlich Demokratische Union Deutschlands | 30,2   | 9          | 23,3   | 7          | 25,7   | 8          | 26,8   | 8          | 34,4   | 11         |
| Sitzverteilung in der Gemeindevertretung 2021Insgesamt 31 Sitze - SPD: 11 - GALB: 6 - CDU: 9 - BFW: 5 | GALB                              | GALB-Bündnis 90/Die Grünen                  | 18,8   | 6          | 10,3   | 3          | 18,2   | 6          | 11,4   | 4          | 13,7   | 4          |
| Sitzverteilung in der Gemeindevertretung 2021Insgesamt 31 Sitze - SPD: 11 - GALB: 6 - CDU: 9 - BFW: 5 | BFW                               | Bischofsheimer Freie Wählergemeinschaft     | 15,6   | 5          | 29,3   | 9          | 13,8   | 4          | 22,8   | 7          | –      | –          |
| Sitzverteilung in der Gemeindevertretung 2021Insgesamt 31 Sitze - SPD: 11 - GALB: 6 - CDU: 9 - BFW: 5 | gesamt                            | gesamt                                      | 100,0  | 31         | 100,0  | 31         | 100,0  | 31         | 100,0  | 31         | 100,0  | 31         |
| Sitzverteilung in der Gemeindevertretung 2021Insgesamt 31 Sitze - SPD: 11 - GALB: 6 - CDU: 9 - BFW: 5 | Wahlbeteiligung in %              | Wahlbeteiligung in %                        | 50,1   | 50,1       | 47,1   | 47,1       | 48,8   | 48,8       | 49,9   | 49,9       | 57,1   | 57,1       |

### Bürgermeister
Nach der hessischen Kommunalverfassung wird der Bürgermeister für eine sechsjährige Amtszeit gewählt, seit dem Jahr 1993 in einer Direktwahl, und ist Vorsitzender des Gemeindevorstands, dem in der Gemeinde Bischofsheim neben dem Bürgermeister ehrenamtlich ein Erster Beigeordneter und sieben weitere Beigeordnete angehören. Bürgermeisterin ist seit dem 1. Juli 2023 Lisa Gößwein (SPD). Sie setzte sich am 26. März 2023 in einer Stichwahl gegen den Amtsinhaber Ingo Kalweit (CDU), der sich um eine zweite Amtszeit beworben hatte, bei 49,36 Prozent Wahlbeteiligung mit 50,46 Prozent der Stimmen durch.
Amtszeiten der Bürgermeister
- 2023–2029 Lisa Gößwein (SPD)[33]
- 2017–2023 Ingo Kalweit (CDU)[34]
- 2011–2017 Ulrike Steinbach (SPD)
- 1999–2011 Reinhard Bersch[37]
- 1986–1999 Berthold Döß (SPD)[38]
- 1962–1986 Hans Dorr[39]

### Wappen und Flagge
Wappen

Blasonierung: „Geteilt von Blau und Silber, oben ein wachsender, golden gekrönter und golden bewehrter, fünfmal von Silber und Rot geteilter Löwe; unten eine Brille mit schwarzer Einfassung.“
Das Wappen wurde der Gemeinde am 27. Oktober 1926 durch das Ministerium des Innern des Volksstaates Hessen verliehen. Gestaltet wurde es durch den Darmstädter Heraldiker Georg Massoth.
Das Wappen stützt sich auf die brillenförmige Figur, die schon im Gerichtssiegel des späten 16. Jahrhunderts in einem Renaissanceschild und auch auf einem Grenzstein um 1700 vorkommt. Eine befriedigende Erklärung dieses Ortszeichens ist bis jetzt trotz vieler Mühe nicht gelungen; man hat es als Linsenkörner, Brezel, Brillengläser oder eine Verstümmelung des Stadtwappens von Mainz gedeutet. Der wachsende hessische Löwe als Symbol der einstigen Ortsherrschaft (und jetzigen Landeszugehörigkeit) erscheint erstmals im Gerichtssiegel von 1722.

 Flagge 
Die Flagge wurde der Gemeinde am 25. Oktober 1973 durch den Hessischen Innenminister genehmigt und wird wie folgt beschrieben:
Flaggenbeschreibung: „In einem von Rot und Weiß geständerten Flaggentuch das Gemeindewappen.“

### Gemeindepartnerschaften
Die Gemeinde Bischofsheim pflegt folgende kommunale Partnerschaften:
- Polen: Dzierżoniów (Reichenbach im Eulengebirge)
- Vereinigtes Königreich: Crewe and Nantwich, von 1974 bis 2009 ein Borough in Cheshire, seitdem Teil der Unitary Authority Cheshire East

Bischofsheim pflegt seit 1990 mit Crewe and Nantwich (ca. 70.000 Einwohner – Eisenbahnknotenpunkt und ehemaliger Sitz der Rolls-Royce heute Bentley Werke in Mittelengland in der Grafschaft Cheshire (südlich von Manchester) im Vereinigten Königreich) und mit dem niederschlesischen Dzierżoniów ca. 35.000 Einwohner (ehem. Reichenbach im Eulengebirge) in Polen eine Partnerschaft. Vielfältige Austausch- und Partnerschaftsbesuche festigen die Kontakte. Auf englischer Seite entstand CANTA (Verein für die Vorbereitung und Durchführung von Austauschprogrammen u. a. auch mit Macon, Frankreich) während in Bischofsheim im Jahre 2002 ein Partnerschaftsverein gegründet wurde.

## Kultur und Sehenswürdigkeiten

### Museum
Das örtliche Heimatmuseum ist im „Alten Rathaus“ untergebracht. Es hat eine Sammlung zur Eisenbahnkultur der Gemeinde und wird durch den Heimat- und Geschichtsverein betreut. Neben der Ausstellung werden hier über das Jahr verschiedene kulturelle Veranstaltungen durchgeführt. Darüber hinaus befindet sich in dem historischen Gebäude eine Außenstelle des Bischofsheimer Standesamtes.

### Bauwerke

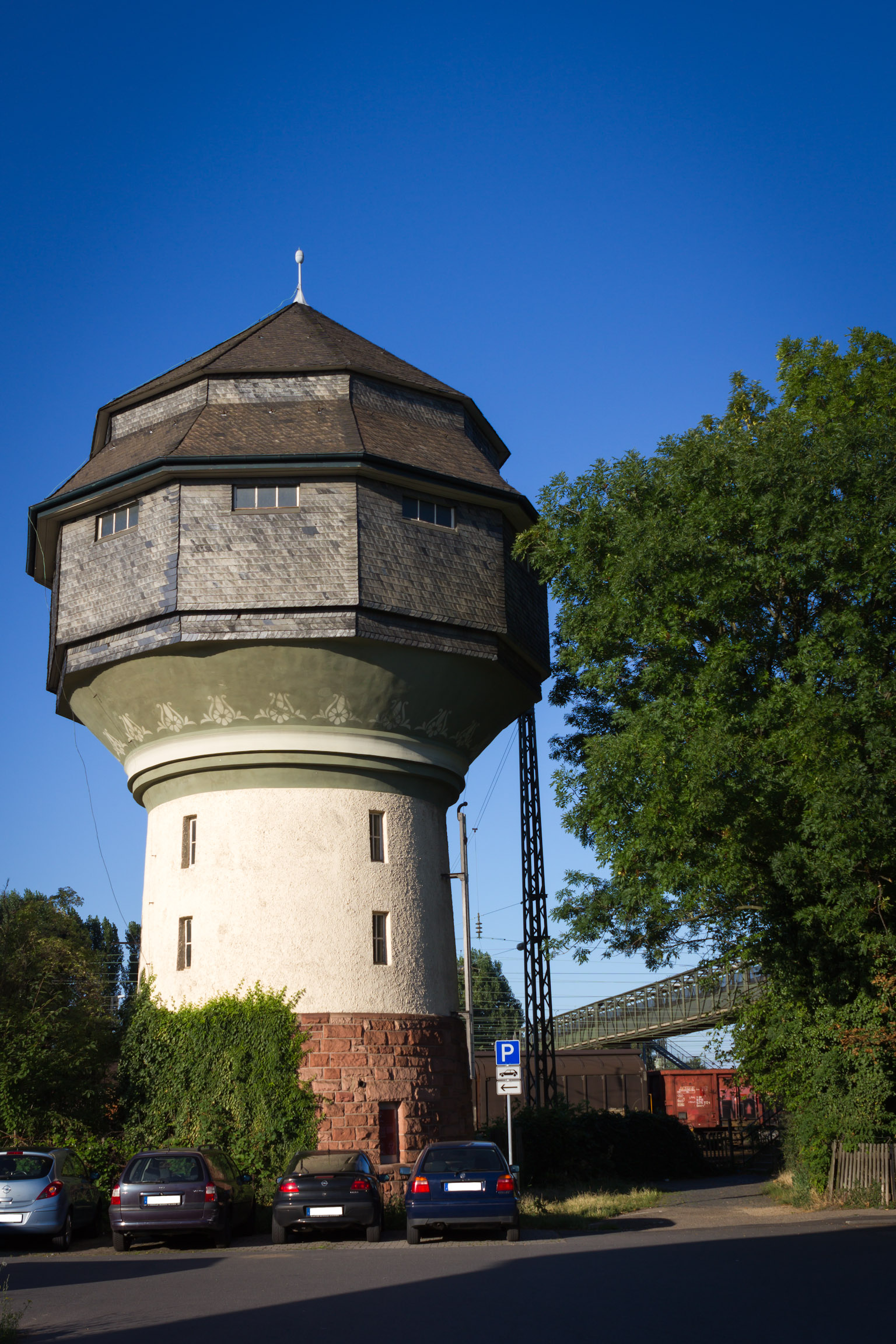
Wasserturm im Jugendstil

Sehenswürdigkeiten sind die evangelische Barockkirche, die frühmoderne katholische Christkönigskirche von Dominikus Böhm und die historischen Fachwerkbauten. Die katholische Christkönigkirche war nach der Einführung des gleichnamigen Festes 1925 in der katholischen Liturgie die erste Kirche dieses Patronats in Deutschland. Bis in die 1960er Jahre hinein galt sie als einer der architekturgeschichtlich bedeutendsten moderneren Kirchenbauten in Deutschland. Dominikus Böhm entwarf 1926 eine parabelförmige Vollbetonkirche die – in Anlehnung an die umliegende Wohnbebauung und die benachbarten Opel-Werke in Rüsselsheim am Main – an der Außenfassade vollständig verklinkert ist.
Außerdem ist der Wasserturm bedeutsam (es werden kostenlos geführte Besichtigungen angeboten).
Der unter Denkmalschutz stehende Personen- und Güterbahnhof Mainz-Bischofsheim hat den Zweiten Weltkrieg unbeschadet überstanden. Bis zur Renovierung 2003 hatte das Empfangsgebäude noch einen grünen Anstrich. Mit Mitteln der Einfachen Stadterneuerung wurde ein ehemaliges Trafohaus der Bahn zu einer multifunktionalen Begegnungsstätte umgebaut. Städtebaulich wertvolle Bausubstanz im Bauhausstil befindet sich im Ortsteil Jerusalem am Güterbahnhof.

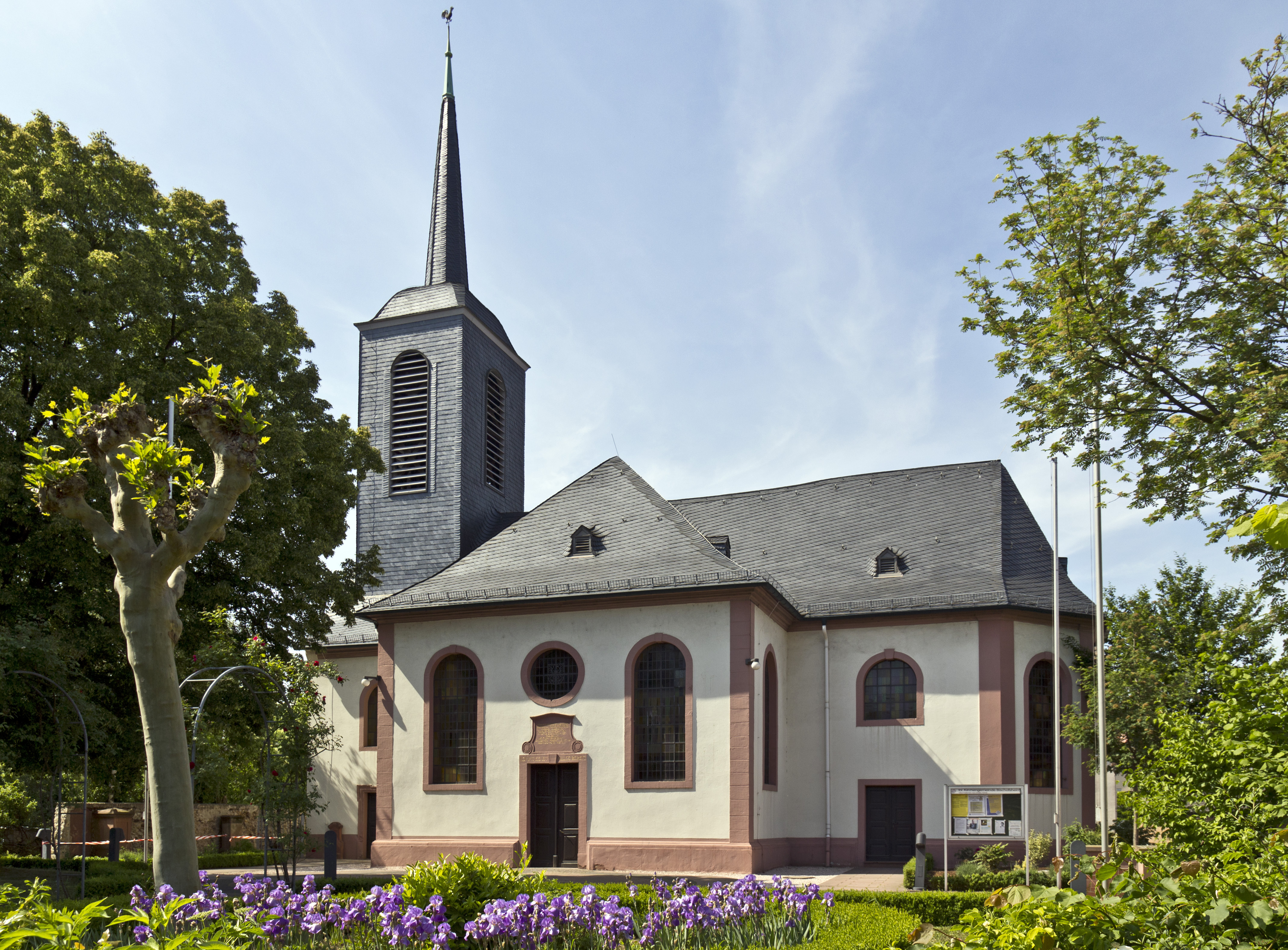
Evangelische Barockkirche
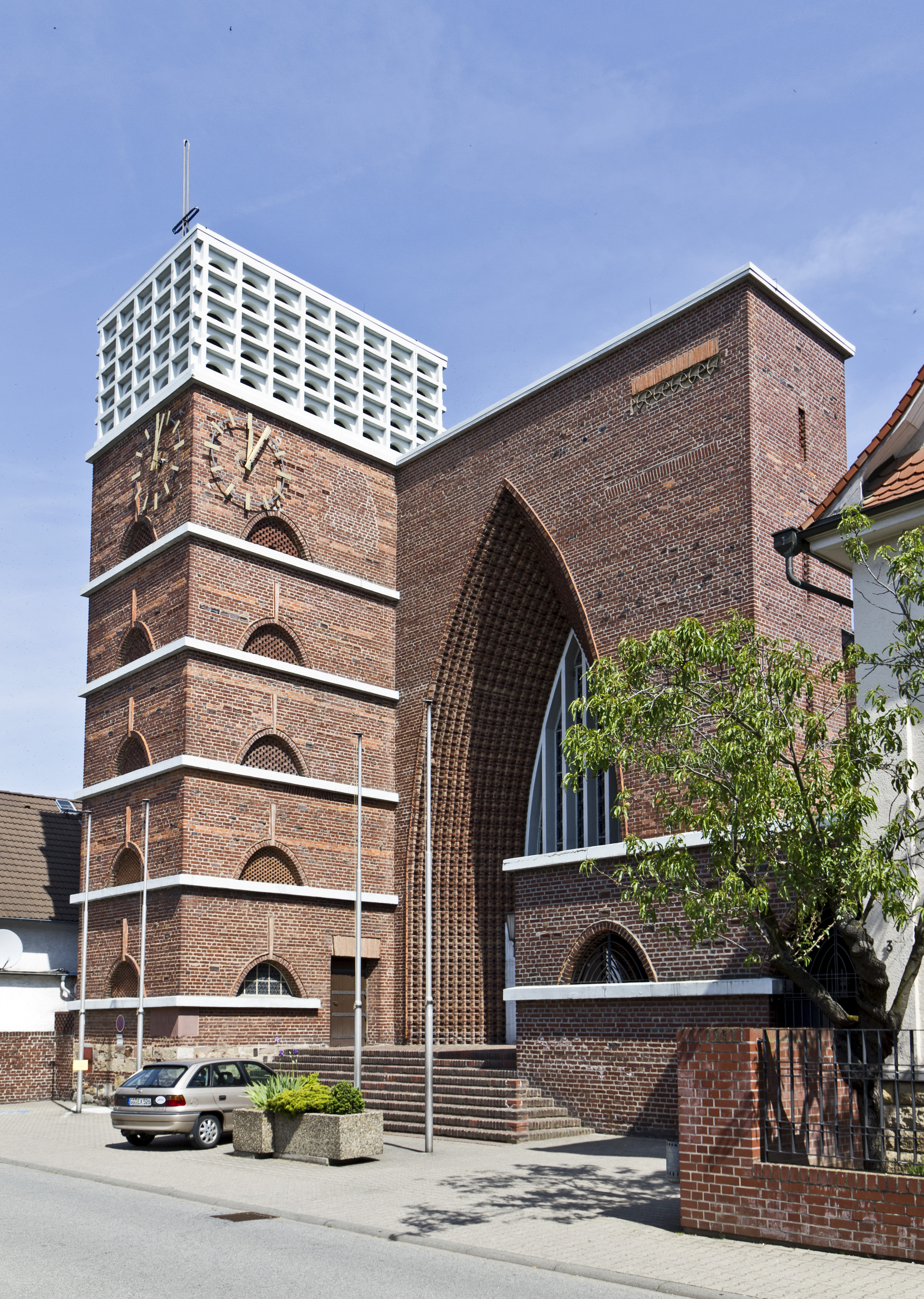
Katholische Christ-König-Kirche
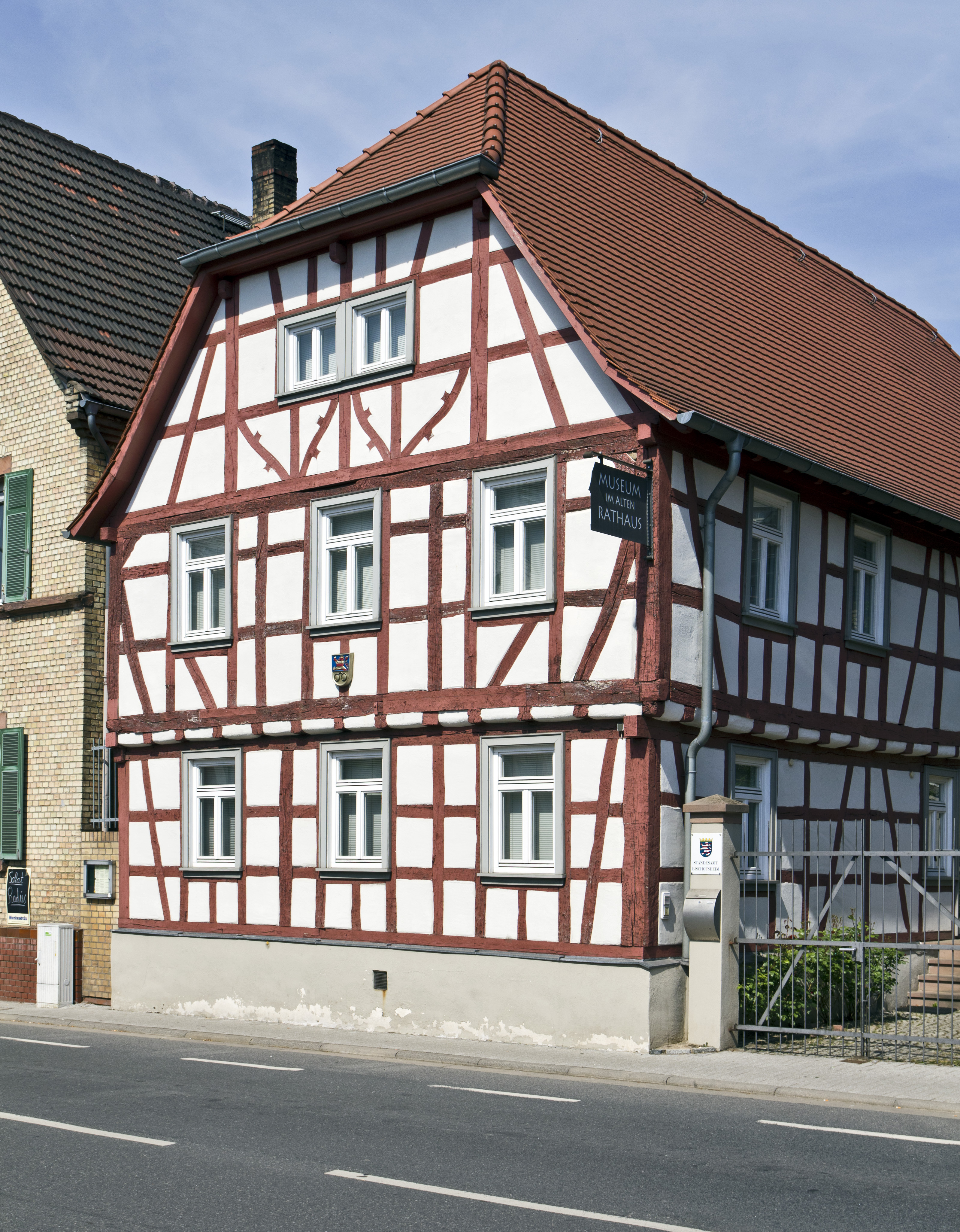
Museum im alten Rathaus
Seniorenpark Schulstraße
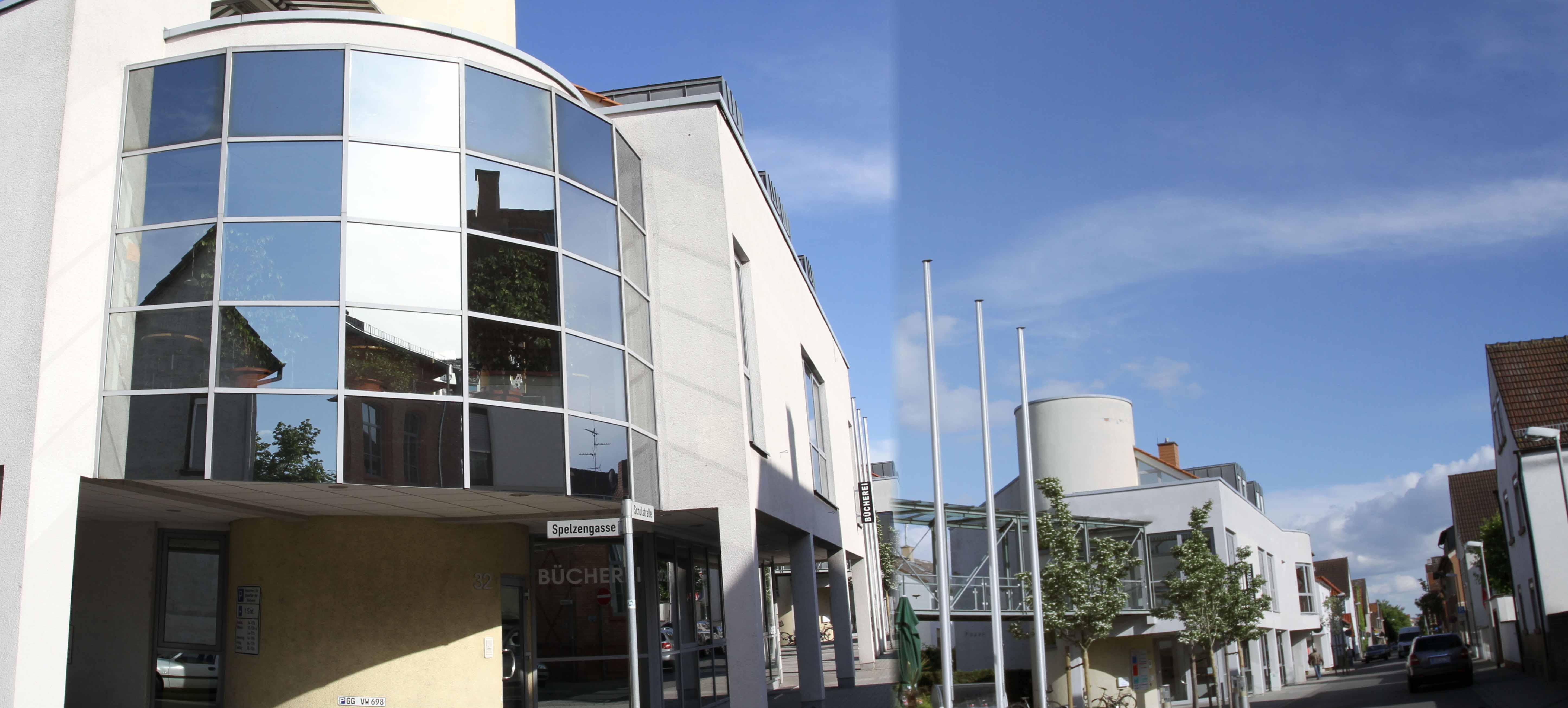
Bücherei und Palazzo Schulstraße
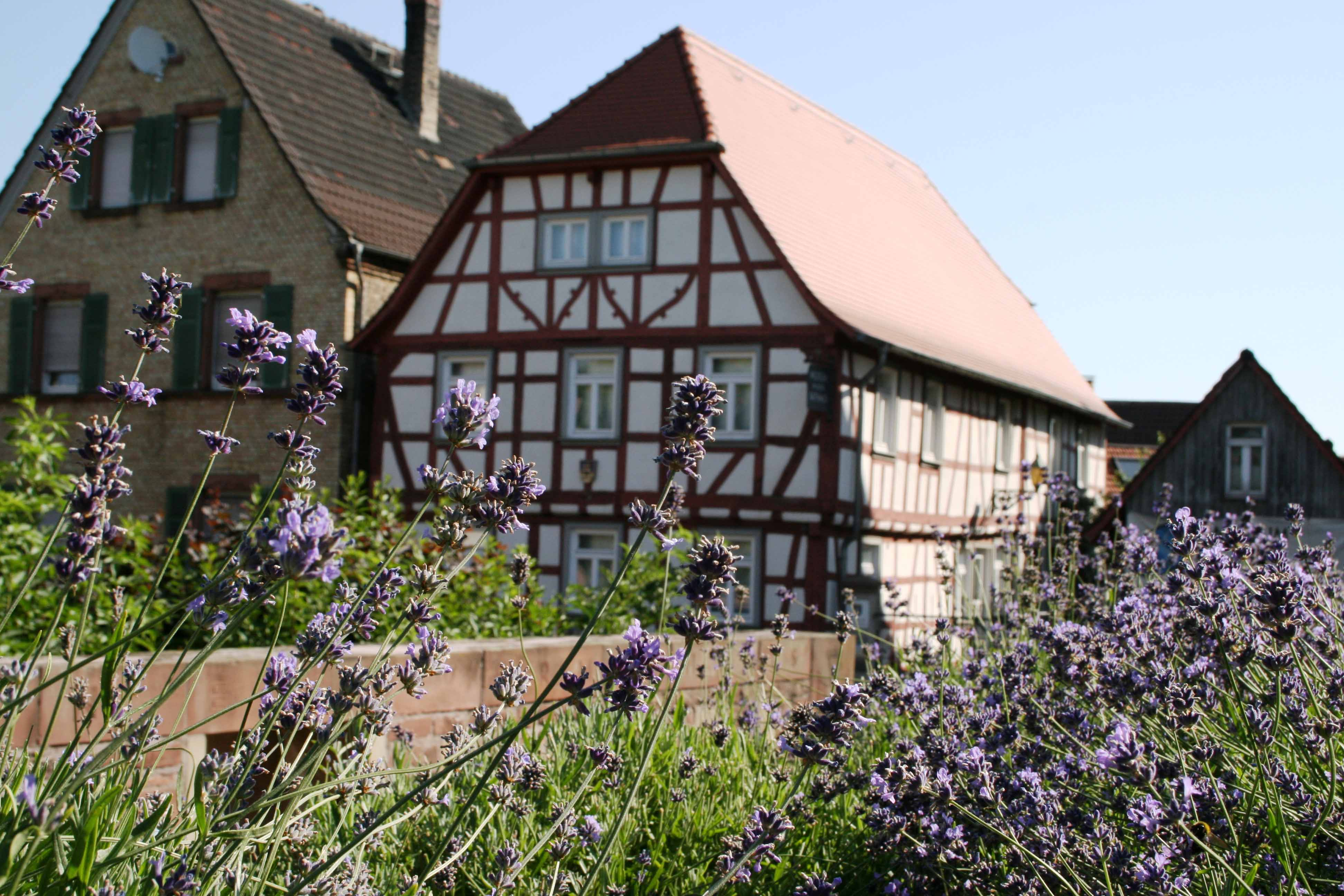
Museum im alten Rathaus
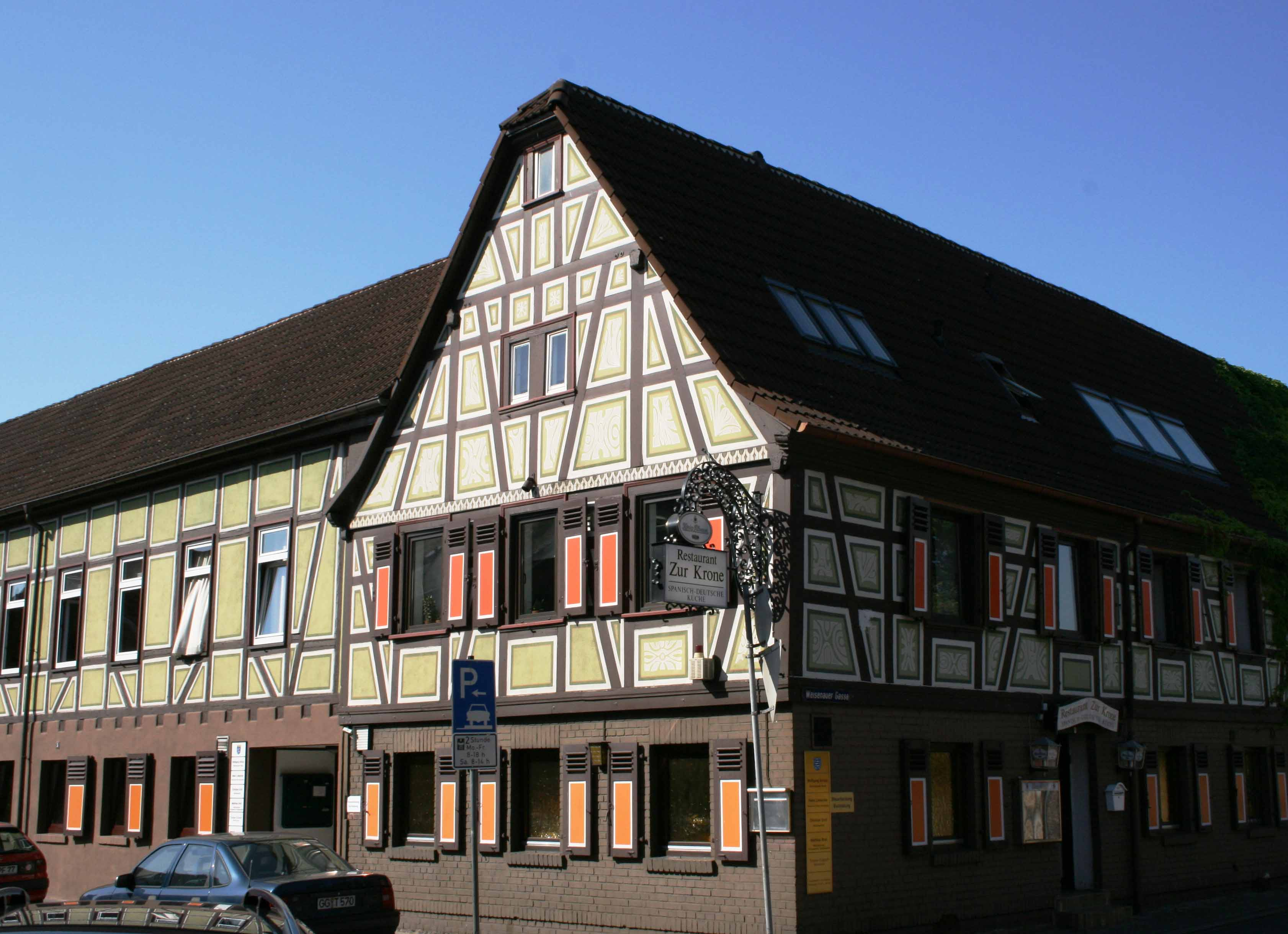
Fachwerkhaus Krone, ältestes Gebäude der Gemeinde
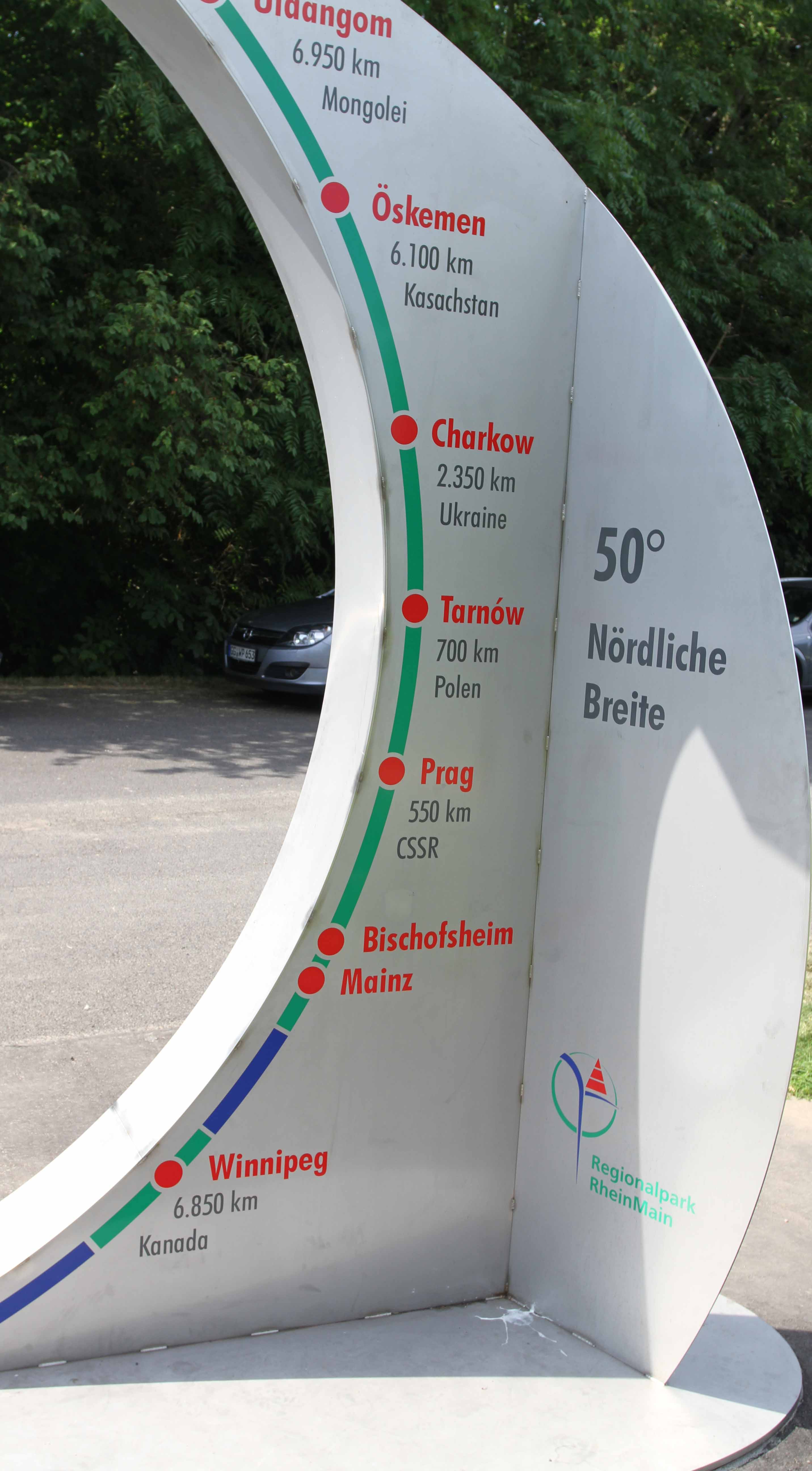
Stele zur Kennzeichnung des 50. Breitengrades am Main
Rathausplatz Bischofsheim

### Regelmäßige Veranstaltungen
Die Bischofsheimer Kerb findet regelmäßig am ersten Wochenende im September statt, beginnend Samstag um 15 Uhr bis zum darauffolgenden Dienstag. Es handelt sich um eine Straßenkerb in der Ortsmitte. Sonntags findet der traditionelle Kerbeumzug durch den Ort statt. Wichtiger Bestandteil der Kerb sind verschiedene Bühnen, auf denen Live-Musik gespielt wird.

### Synonyme
Bischofsheim wird wie folgt bezeichnet:
- Bischofsheim (Kreis Groß-Gerau), zum Beispiel in der Fahrplanauskunft des RMV.
- Mainz-Bischofsheim seitens der Deutschen Bahn.
- Bischofsheim bei Rüsselsheim, zum Beispiel im Telefonbuch der Deutschen Telekom.
- Bischem, Bischofsheimer Bürger werden auch Bischemer (Hessischer Dialekt) genannt.

## Wirtschaft und Infrastruktur

### Flächennutzung
Das Gemeindegebiet umfasst eine Gesamtfläche von 902 Hektar, davon entfallen in ha auf:
| Nutzungsart             | Nutzungsart             | 2011 | 2015 |
| ----------------------- | ----------------------- | ---- | ---- |
| Gebäude- und Freifläche | Gebäude- und Freifläche | 216  | 225  |
| davon                   | Wohnen                  | 122  | 122  |
|                         | Gewerbe                 | 35   | 35   |
| Betriebsfläche          | Betriebsfläche          | 7    | 7    |
| davon                   | Abbauland               | 0    | 0    |
| Erholungsfläche         | Erholungsfläche         | 30   | 31   |
| davon                   | Grünanlage              | 22   | 23   |
| Verkehrsfläche          | Verkehrsfläche          | 208  | 209  |
| Landwirtschaftsfläche   | Landwirtschaftsfläche   | 363  | 344  |
| davon                   | Moor                    | 0    | 0    |
|                         | Heide                   | 0    | 0    |
| Waldfläche              | Waldfläche              | 16   | 23   |
| Wasserfläche            | Wasserfläche            | 30   | 30   |
| Sonstige Nutzung        | Sonstige Nutzung        | 33   | 33   |

### Unternehmen
Die Wirtschaft in Bischofsheim ist gekennzeichnet durch die Nähe zur Opel Automobile GmbH und dem Frankfurter Flughafen. Überwiegend Logistik-Dienstleister haben sich in Bischofsheim niedergelassen. Weiterhin gibt es verschiedene Fach- und Verbrauchermärkte.

### Bildung

#### Bibliothek
Die Gemeinde Bischofsheim verfügt über eine eigene öffentliche Bibliothek.

#### Schulen
Die einzige Schule in Bischofsheim ist die Georg-Mangold-Schule, eine Grundschule. Die Schule wird in ihren Aktivitäten von einem eigenen Förderverein unterstützt.

### Verkehr

#### Eisenbahn
Der Bahnhof Mainz-Bischofsheim, Bahnhof der Gemeinde Bischofsheim, stellt einen wichtigen Eisenbahnknotenpunkt im Rhein-Main-Gebiet dar. Er ist ein wichtiger Güterbahnhof, in dem zahlreiche Güterzüge gebildet werden.

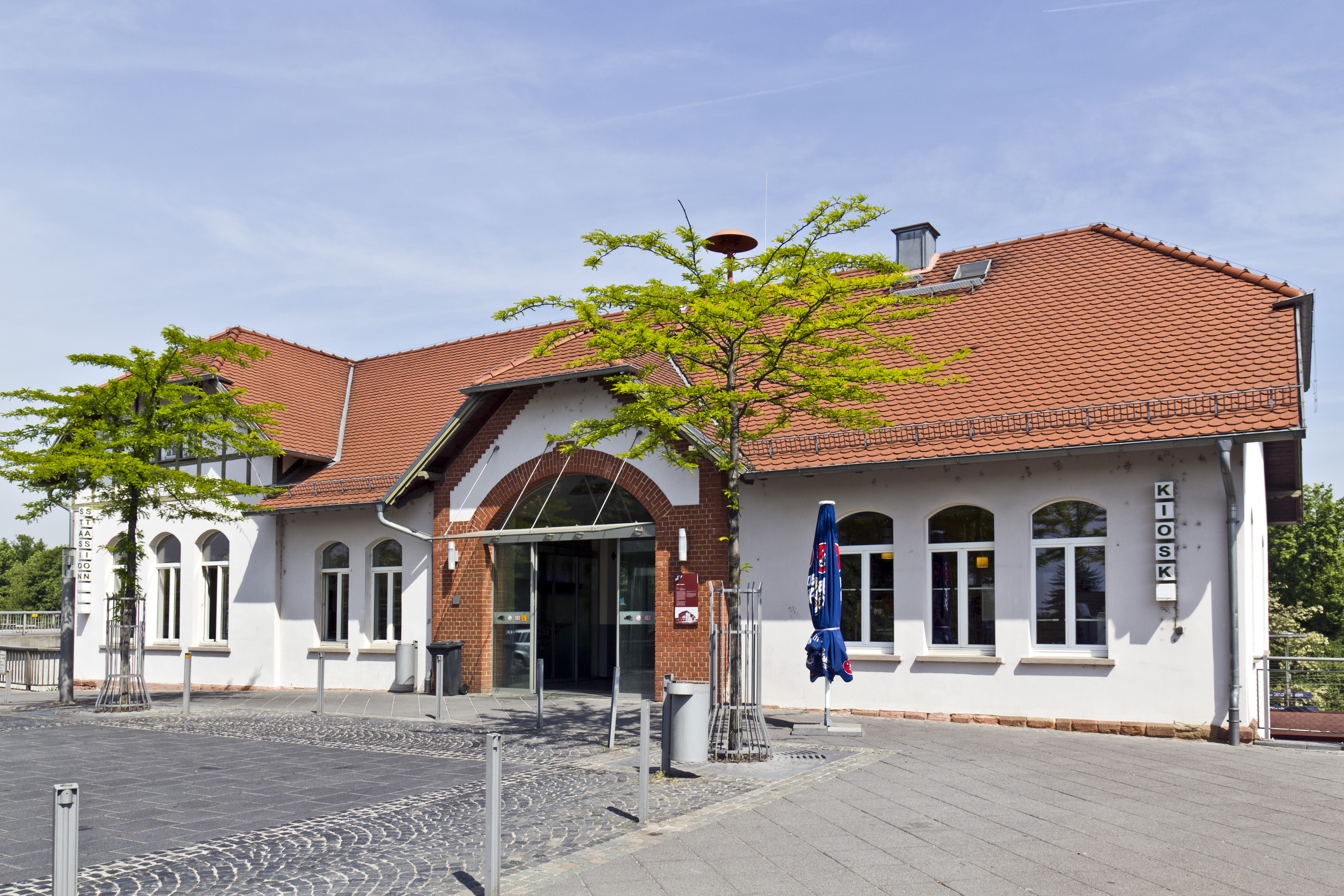
Empfangsgebäude des Bahnhofs Mainz-Bischofsheim

Mit der Hessischen Ludwigsbahn, der Verbindung zwischen Mainz, Darmstadt und Aschaffenburg erreichte die Eisenbahn 1858 die Gemeinde. Später folgte die hier von der Ludwigsbahn abzweigende Mainbahn nach Frankfurt am Main. Nach Errichtung der Hochheimer Mainbrücke bestand auch eine Verbindung zur Taunusbahn (Abzweig Kostheim) sowie zur Umgehungsbahn, die sich kurz vor der Kaiserbrücke (Mainz) mit der Strecke aus Wiesbaden vereinigt und sowohl die Umfahrung des Mainzer Hauptbahnhofes als auch dessen Anfahrt in entgegengesetzter Richtung ermöglicht.
Bischofsheim liegt im Gebiet des Rhein-Main-Verkehrsverbundes. Im Bahnhof Mainz-Bischofsheim halten die S-Bahn-Linien S8 und S9, wodurch direkte Verbindungen nach Wiesbaden, Mainz, Mainz-Kastel, Rüsselsheim am Main, Frankfurt am Main (Flughafen, Hauptbahnhof und Innenstadt), Offenbach am Main und Hanau bestehen. Weiterhin stellt eine Regionalbahn die Verbindung mit Darmstadt und weiter bis nach Aschaffenburg sicher. Ergänzend halten auch einige Regional-Express-Züge der Relation Frankfurt (Main)–Mainz–Koblenz. In den Jahren 2008–2009 ergab sich wegen Bauarbeiten die besondere Situation, dass der Bahnhof Mainz-Bischofsheim Ersatzhalt für Mainz Hauptbahnhof für einige Züge im Fernverkehr war. Kurzfristig war dies im Sommer 2013 erneut der Fall, als wegen Personalmangels im Stellwerk „Mf“ im Mainzer Hauptbahnhof der Verkehr dort stark eingeschränkt werden musste.

#### Weiterer Linienverkehr
- Busverbindungen nach Mainz über Gustavsburg, Mainz-Kostheim und Mainz-Kastel mit den Mainzer Mobilitäts-Linien 56, 58 und 91
- Busverbindung nach Ginsheim mit MM-Linie 56
- Busverbindung nach Rüsselsheim am Main/Raunheim bis Flughafen Frankfurt mit der Linie 72
- Busverbindung nach Hochheim mit Linie 827 (nur zu Schulzeiten)

#### Straße

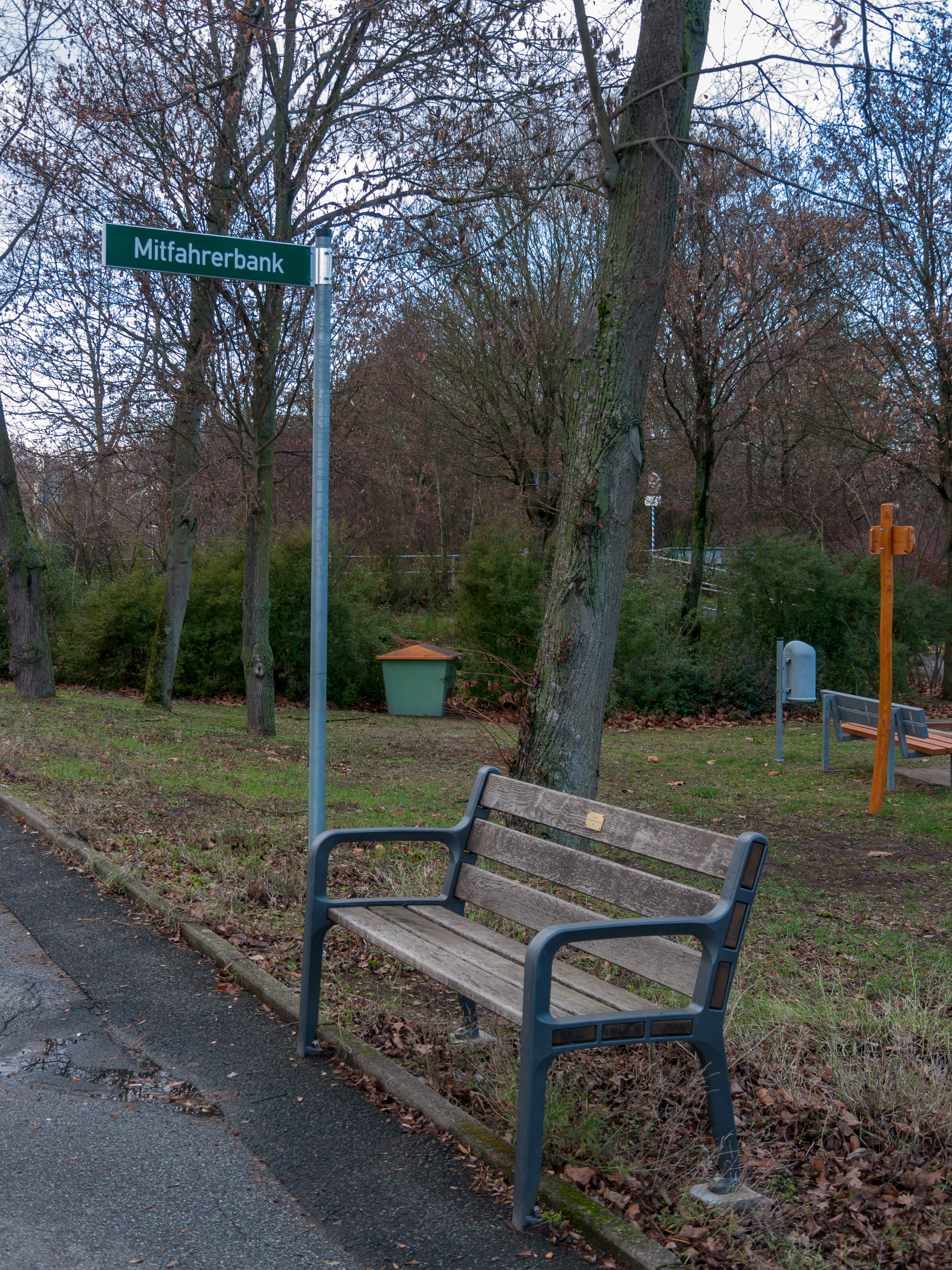
Mitfahrbank in der Flörsheimer Straße

- „Mainspitz-Dreieck“ der Bundesautobahnen 60 und 671, Anschlussstelle „Bischofsheim“ an der A 60 (Nummer 27) und „Gustavsburg“ an der A 671 (Nummer 6)
- Bundesstraße 43
- Landesstraße 3482
- Kreisstraßen 201, 202

Bischofsheim zählt zu den Gemeinden, in denen als Ergänzung zum öffentlichen Personennahverkehr und zur Verbesserung der Mobilität von Personen ohne Auto Mitfahrbänke aufgestellt wurden. Eine Mitfahrbank steht beispielsweise in der Flörsheimer Straße in der Nähe des Pendlerparkplatzes.

## Persönlichkeiten
- Ernst Neeb (1861–1939), Kunsthistoriker
- Georg Mangold (1863–1945), Heimatforscher
- Wolfgang Schneider (* 1954), Kulturwissenschaftler
- Thomas Will (* 1959), Landrat des Kreises Groß-Gerau (seit 2010)
- Sabine Bächle-Scholz (* 1965), CDU-Politikerin und Mitglied des Hessischen Landtages
- DJ Taucher (* 1966), DJ und Musikproduzent
- Peter Kleinort (* 1967), Journalist
- Susanne Haus (* 1973), Präsidentin der Handwerkskammer Frankfurt-Rhein-Main[50]
- Ines Claus (* 1977), CDU-Politikerin und Fraktionsvorsitzende im Hessischen Landtag
- Matthias Boosch (* 1982), Schriftsteller